# Charlieu
Charlieu település Franciaországban, Loire megyében. Lakosainak száma 3703 fő (2022. január 1.). Charlieu Saint-Bonnet-de-Cray, Chandon, Pouilly-sous-Charlieu, Saint-Denis-de-Cabanne és Saint-Nizier-sous-Charlieu községekkel határos.

## Népesség
A település népességének változása:
| Lakosok száma | 4923 | 4322 | 3727 | 3649 | 3703 | 3694 | 3667 | 3695 | 3714 | 3703 |
|               | 1968 | 1982 | 1990 | 2006 | 2013 | 2015 | 2017 | 2019 | 2020 | 2022 |

## Híres szülöttjei
- Jean-Marc Ferreri (1962–) Európa-bajnok labdarúgó